# Espinosa de Henares
Espinosa de Henares – gmina w Hiszpanii, w prowincji Guadalajara, w Kastylii-La Mancha, o powierzchni 39,42 km². W 2011 roku gmina liczyła 800 mieszkańców.